# Satoshi Yokoyama
Satoshi Yokoyama (横山 聡 Yokoyama Satoshi?), född 14 februari 1980 i Yamaguchi prefektur, är en japansk före detta fotbollsspelare.
Yokoyama började sin karriär 2001 i Omiya Ardija. Efter Omiya Ardija spelade han för Shonan Bellmare, Tochigi SC och Blaublitz Akita. Han avslutade karriären 2010.